# Битка при Ролиса
Битката при Ролиса се състои на 17 август 1808 г. в близост до езноименното селце в Португалия, между англо-португалските сили на Артър Уелсли и числено превъзходащата ги френски части на Анри Делаборд. Французите губят сражението, но се оттеглят в добро състояние. Това е първата битка на британската армия по време на Полуостровната война.